# نينا بوشاروفا
نينا بوشاروفا (24 سبتمبر 1924 - 31 أغسطس 2020)، هي لاعبة جمباز سوفياتية / أوكرانية، فازت بأربع ميداليات في دورة الالعاب الاولمبية الصيفية 1952 . ولدت في «سوبرونيفكا» بولتافا أوبلاست، بجمهورية أوكرانيا الاشتراكية السوفياتية.

## روابط خارجية
- Nina Botcharova
- نينا بوشاروفا في منتدى جيمن
- نينا بوشاروفا  على موقع اللجنة الأولمبية الدولية
- نينا بوشاروفا  على موقع SportsReference  - سبورتس رفرنس